# Louis Armstrong New Orleans International Airport
Louis Armstrong New Orleans International Airport is een vliegveld 18 km ten westen van het centrum van de stad New Orleans in de Amerikaanse staat Louisiana. In 2024 verwerkte de luchthaven 13.201.419 passagiers.

## Populairste bestemmingen
| Plaats | Stad                         | Passagiers | Maatschappij(en)                    |
| ------ | ---------------------------- | ---------- | ----------------------------------- |
| 1      | Atlanta, GA                  | 692.000    | Delta, Southwest, Spirit            |
| 2      | Dallas/Forth Worth, TX (DFW) | 392.000    | American, Spirit                    |
| 3      | Houston, TX (Bush)           | 370.000    | Spirit, United                      |
| 4      | Orlando, FL                  | 316.000    | Breeze, Frontier, Southwest, Spirit |
| 5      | Denver, CO                   | 298.000    | Frontier, Southwest, United         |
| 6      | Charlotte, NC                | 275.000    | American, Spirit                    |
| 7      | Dallas, TX (Love)            | 253.000    | Southwest                           |
| 8      | Houston, TX (Hobby)          | 250.000    | Southwest                           |
| 9      | Los Angeles, CA              | 234.000    | Breeze, Delta, Southwest, Spirit    |
| 10     | Chicago, IL                  | 214.000    | American, Spirit, United            |